# Calocybe
Calocybe Kühner ex Donk, Nova Hedwigia, Beih. 5: 42 (1962).
Al genere Calocybe appartengono funghi saprofiti terricoli con portamento tricolomatoide o collibioide, cappello bianco-giallastro o rosa-violaceo, asciutto, lamelle bianche o giallastre, sottili, fitte, di solito adnate, gambo privo di anello, sporata bianca, spore non amiloidi, ellittiche, lisce o verrucose, prive di poro germinativo.

## Etimologia
Dal greco kalós (καλός) = bello e kúbe (κύβη) = testa, cioè dal bel cappello

## Commestibilità
Non significativa. Una sola specie di elevato interesse alimentare: Calocybe gambosa.

## Specie di Calocybe

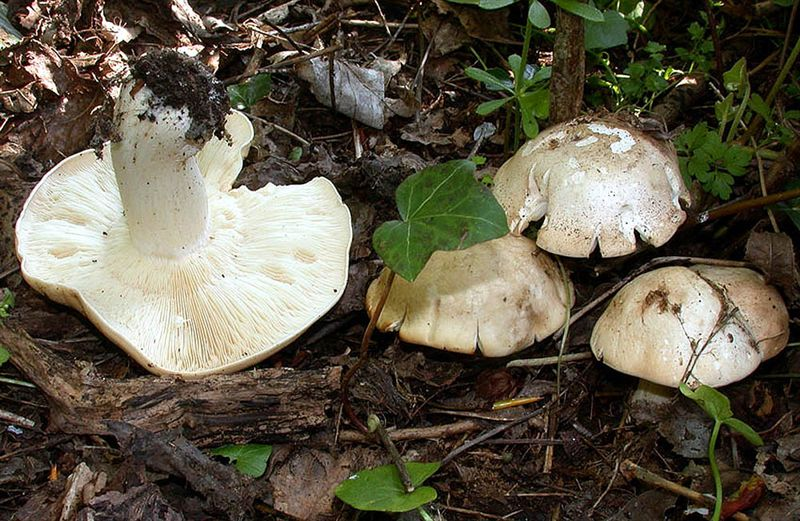
C. gambosa

La specie tipo è Calocybe gambosa (Fr.) Donk (1962), altre specie incluse sono:

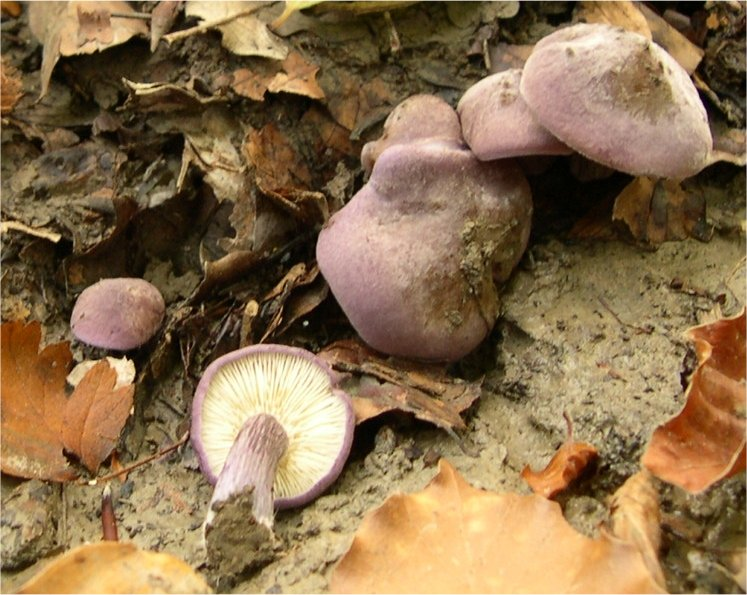
Calocybe ionides

- Calocybe alneti
- Calocybe atropapillata
- Calocybe bipigmentata
- Calocybe carnea
- Calocybe cerina
- Calocybe chrysenteron
- Calocybe civilis
- Calocybe clusii
- Calocybe coniceps

- Calocybe constricta
- Calocybe cyanea
- Calocybe cyanella
- Calocybe cyanocephala
- Calocybe eborina
- Calocybe fallax
- Calocybe gangraenosa
- Calocybe georgii
- Calocybe indica
- Calocybe ionides
- Calocybe onychina
- Calocybe rubra